# Лункшоара (Хунедоара)
Лункшоара (рум. Luncșoara) насеље је у Румунији у округу Хунедоара у општини Ворца. Oпштина се налази на надморској висини од 478 m.

## Становништво
Према подацима из 2002. године у насељу је живело 64 становника, од којих су сви румунске националности.